# Bucha (Kaiserpfalz)
Bucha is een ortsteil van de Duitse gemeente Kaiserpfalz in de deelstaat Saksen-Anhalt. Bucha was tot 1 juli 2009 een zelfstandige gemeente in de Burgenlandkreis.

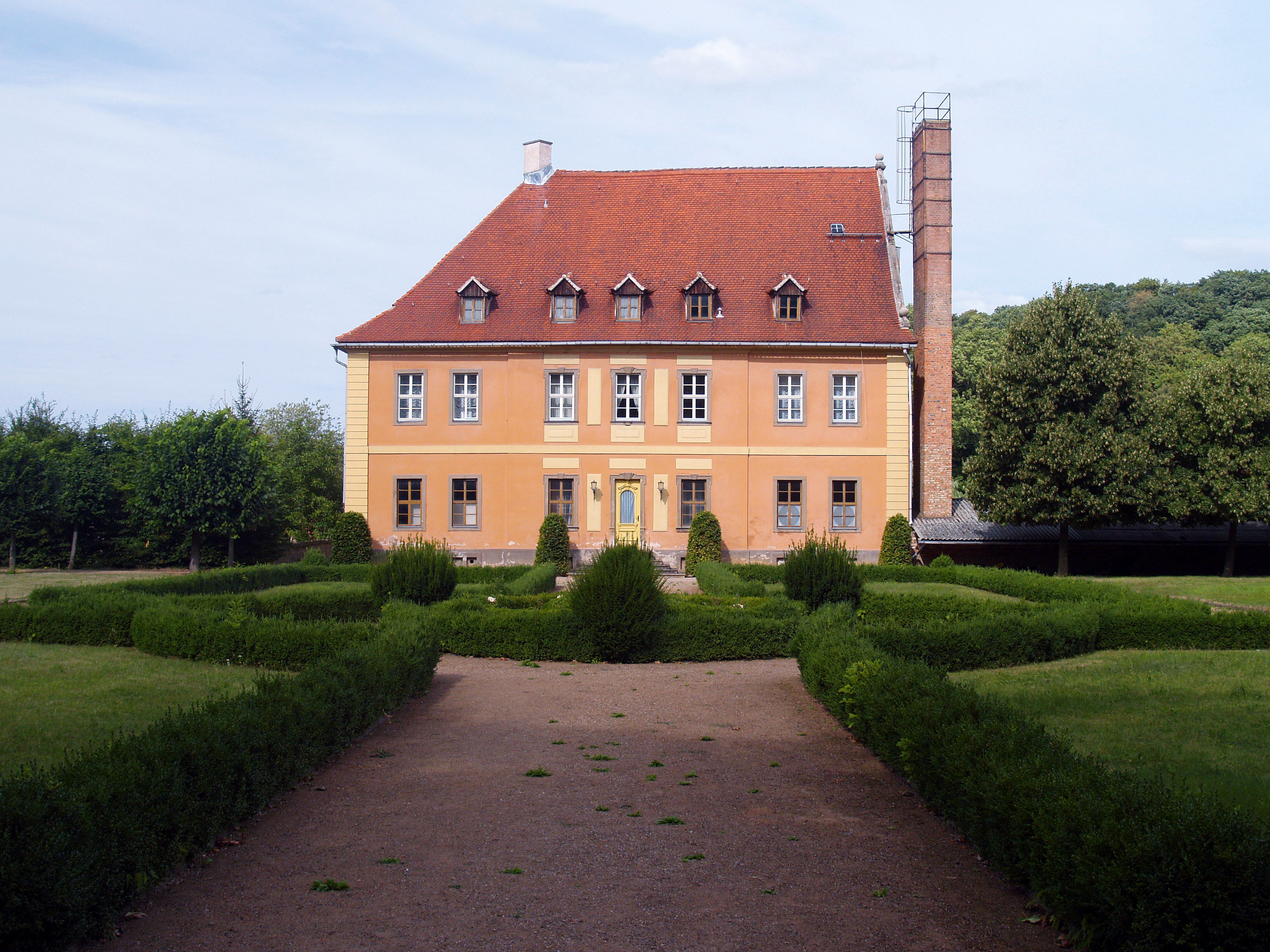
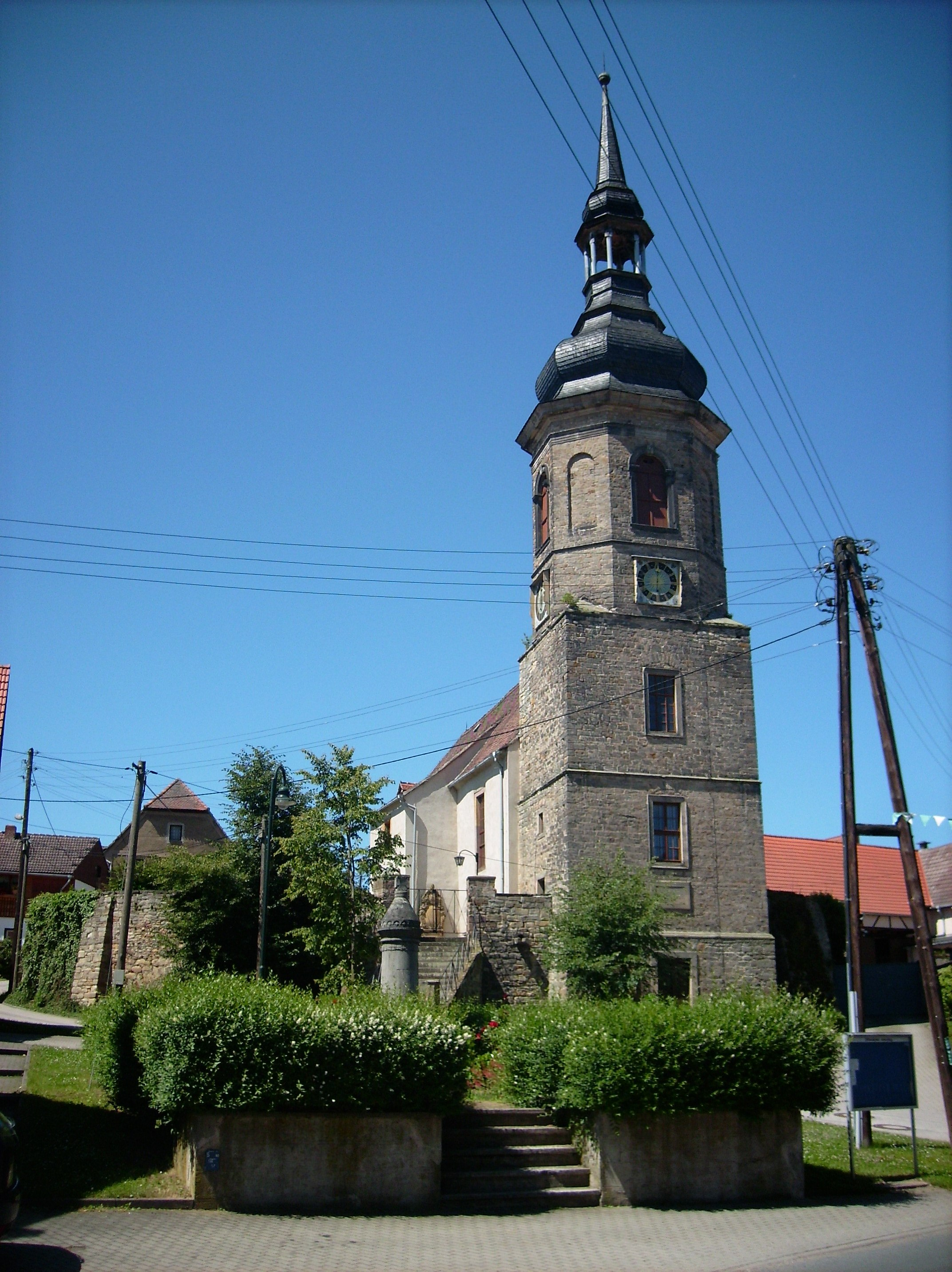
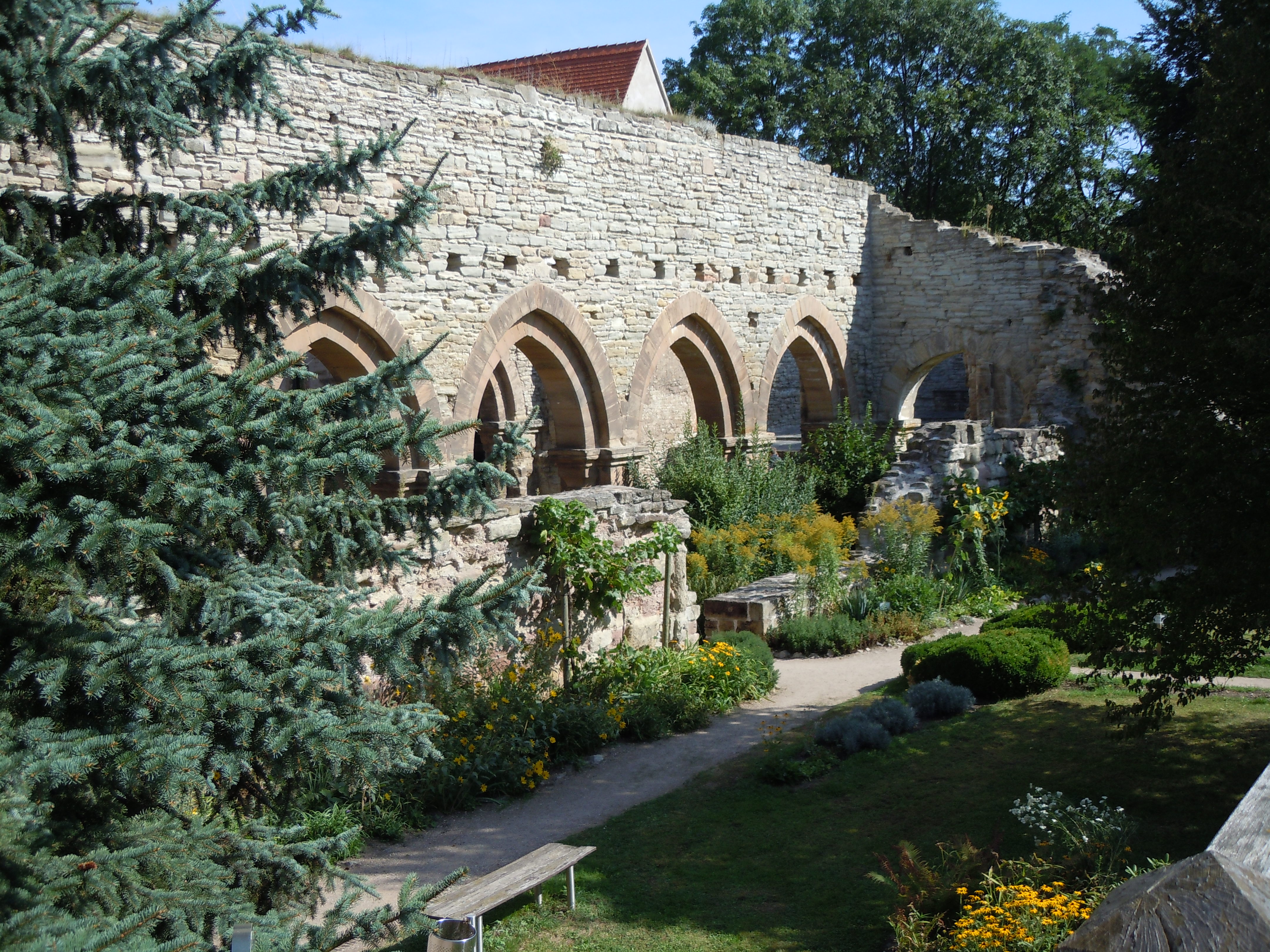
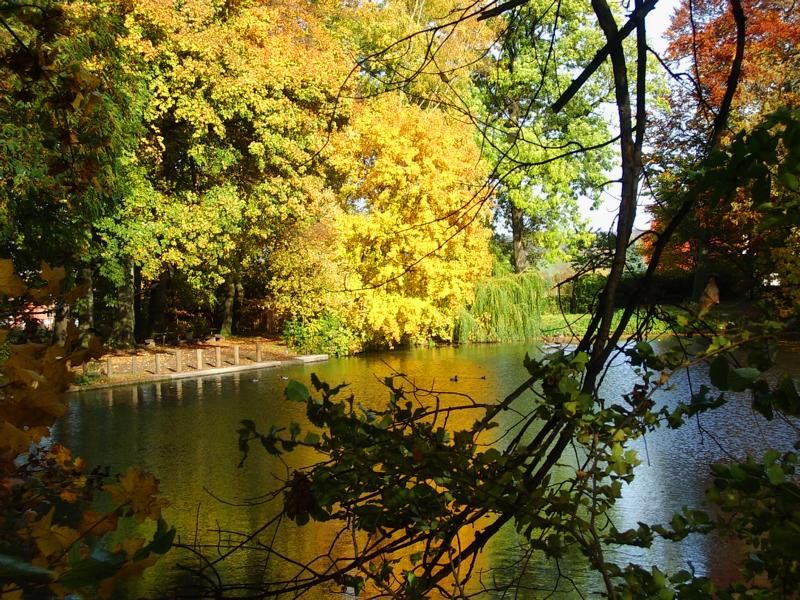
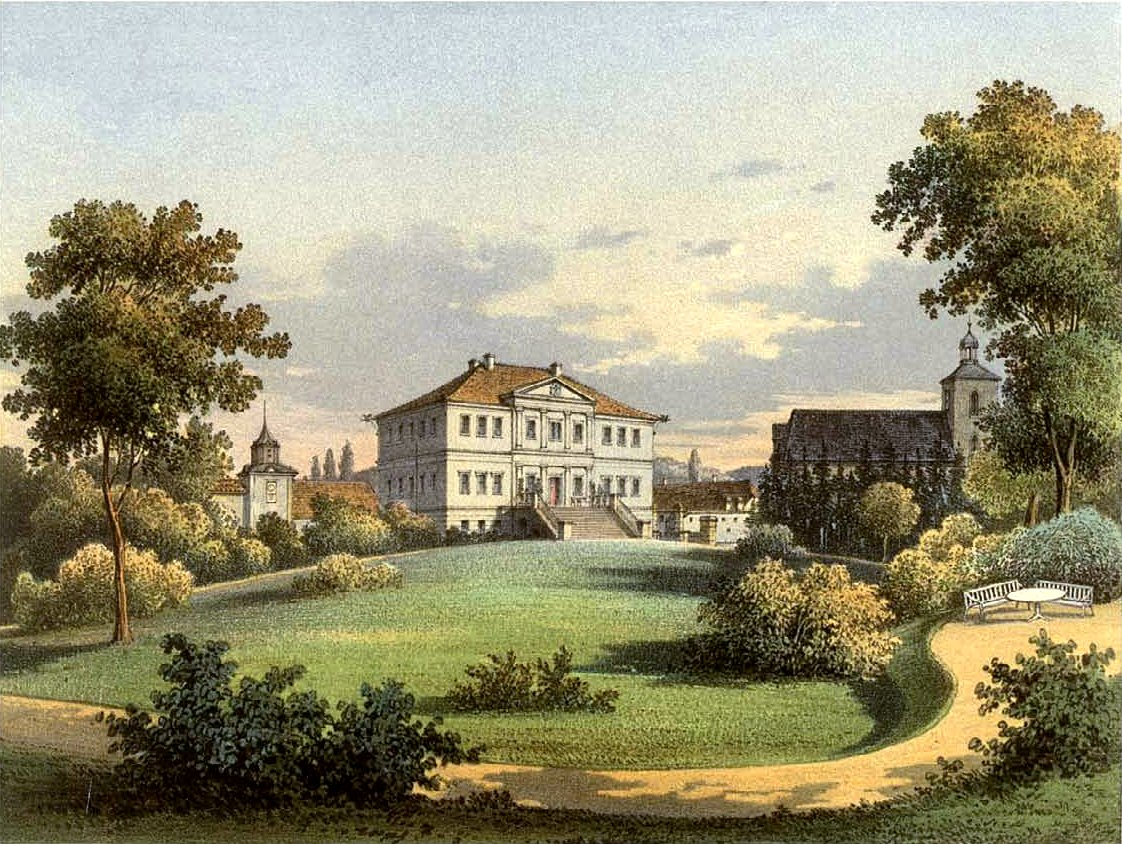